# Christian Kouakou
Onil Christian Kouakou, född 20 april 1995, är en svensk fotbollsspelare som spelar för Östers IF.

## Karriär
Han gjorde sin debut i Allsvenskan den 17 juli 2011 när han i den 88:e minuten byttes in mot Teteh Bangura i bortavinsten mot Gefle IF. Han var då endast 16 år gammal och blev då den yngste AIK-spelaren någonsin att debutera i Allsvenskan. Under säsongen 2012 spelade Kouakou 3 matcher för AIK:s A-lag fram till sommaren. Under sommarfönstret så lånades han ut till Akropolis IF under resten av säsongen. Under sin visit i Akropolis så spelade han 8 matcher och gjorde 1 mål för laget.
Den 3 april 2013 offentliggjorde AIK på sin officiella hemsida att man lånar ut Kouakou till det allsvenska laget Mjällby AIF fram tills sommaren 2013 men kontraktet bröts innan han hade spelat någon ligamatch för Mjällby.
I januari 2014 skrev Kouakou på ett treårskontrakt med IF Brommapojkarna. Han gjorde sitt första allsvenska mål den 20 juli 2014 i 3–2 förlust mot Åtvidabergs FF.
I december 2016 blev Kouakou klar för Nyköpings BIS, där han skrev på ett tvåårskontrakt. Den 8 augusti 2018 värvades Kouakou av IK Brage, där han skrev på ett 2,5-årskontrakt. 2019 slutade han fyra i Superettans skytteliga, med 15 mål för IK Brage. 
Den 24 juli 2020 värvades Kouakou av IFK Göteborg, där han skrev på ett 2,5-årskontrakt. I januari 2021 värvades Kouakou av IK Sirius, där han skrev på ett treårskontrakt.
I juli 2023 blev Kouakou klar för turkiska Kocaelispor. I januari 2025 återvände han till Sverige och skrev på ett tvåårskontrakt med Östers IF.